# 陳寧 (弘治進士)
陳寧（1472年—？），字仕泰，福建泉州府晉江縣人，軍籍，明朝政治人物。

## 生平
弘治十一年（1498年）戊午科福建鄉試第五十六名舉人。弘治十五年（1502年）中式壬戌科會試第五十五名，三甲第九十九名進士。任东莞县知县，到任不久，百废俱兴。闲暇研读经史，尤其精于《易经》。陳寧课试诸生，亲自讲授，使得当地人皆知向学。道光《晋江县志》有传。。

## 家族
曾祖陳彭壽；祖父陳正玄；父陳成聰，母潘氏。永感下。兄陈福。